# 邁克·莫斯利
邁克·莫斯利（Michael Mosley，1978年9月16日—）是美國的一位演員。他最著名的作品包括在實習醫生成長記中飾演Drew Suffin，在泛美之旅中飾演Ted Vanderway角色。莫斯利出生在愛奧瓦城。